# Lijst van voetbalinterlands België - Litouwen
Deze lijst van voetbalinterlands is een overzicht van alle officiële voetbalwedstrijden tussen de nationale teams van België en Litouwen. De landen hebben tot op heden twee keer tegen elkaar gespeeld. De eerste wedstrijd, een kwalificatiewedstrijd voor het Wereldkampioenschap voetbal 2006, was op 4 september 2004 in Charleroi. Het laatste duel, de returnwedstrijd in dezelfde kwalificatiereeks, vond plaats op 12 oktober 2005 in Vilnius.

## Wedstrijden
| № | Datum     | Plaats           | Competitie           | Wedstrijd         | Uitslag |
| - | --------- | ---------------- | -------------------- | ----------------- | ------- |
| 1 | Charleroi | 4 september 2004 | WK 2006 kwalificatie | België − Litouwen | 1 − 1   |
| 2 | Vilnius   | 12 oktober 2005  | WK 2006 kwalificatie | Litouwen − België | 1 − 1   |

## Samenvatting
| Competitie      | Totaal gespeeld | Winst België | Gelijk | Winst Litouwen | Doelsaldo België – Litouwen |
| --------------- | --------------- | ------------ | ------ | -------------- | --------------------------- |
| WK-kwalificatie | 2               | 0            | 2      | 0              | 2 − 2                       |
| Totaal          | 2               | 0            | 2      | 0              | 2 − 2                       |

Wedstrijden bepaald door strafschoppen worden, in lijn met de FIFA, als een gelijkspel gerekend.